# 秋田犬協会

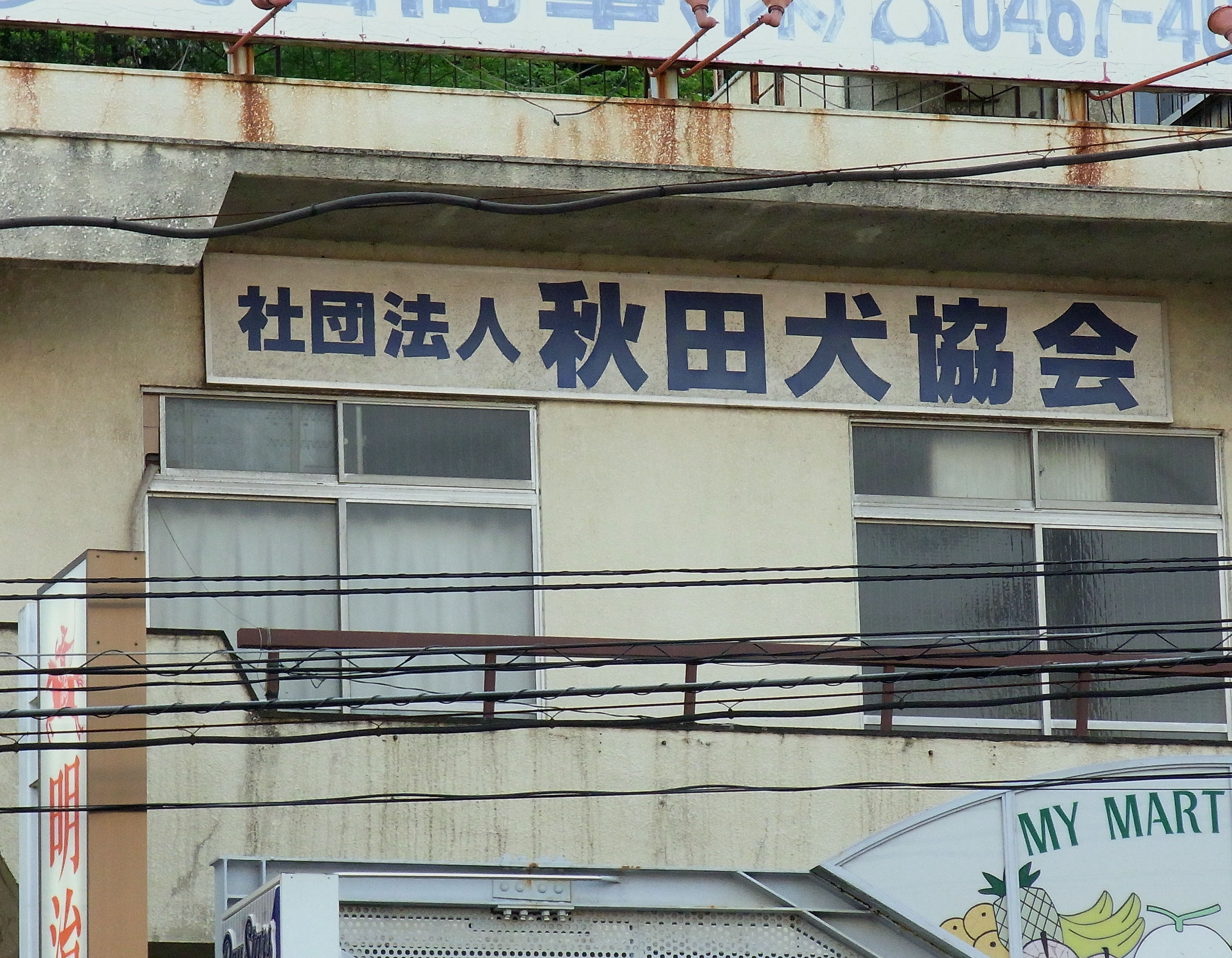
秋田犬協会（2010年5月撮影）

社団法人秋田犬協会（しゃだんほうじんあきたいぬきょうかい）は、かつて存在した文部科学省文化財部記念物課所管の社団法人。

## 概要
秋田犬の保護及び増殖を目的として、獣医師らが中心になって設立された。設立年は1948年（昭和23年）との説があるが、1955年（昭和30年）であるともいう。2016年（平成28年）に解散した。
犬籍原簿等の整備、血統書および種犬選定書の発行等を行っていた。
- 所在：神奈川県鎌倉市岡本1-1-1
- 設立：1955年（昭和30年）4月2日
- 会長：黒瀬敏之（解散時）[1]